# Fiumi del Nagorno Karabakh

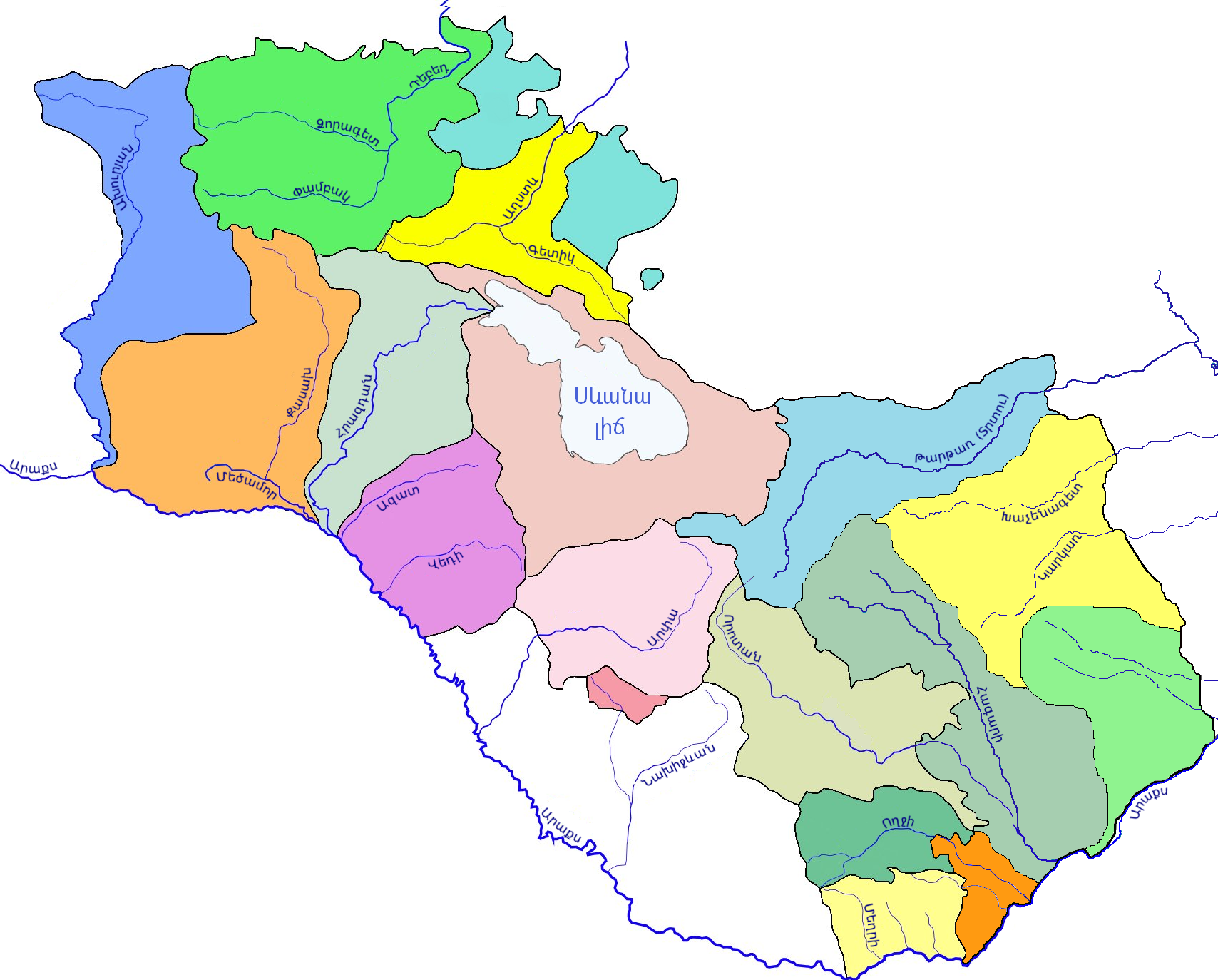
Bacino idrografico Armenia e Nagorno Karabakh

I fiumi del Nagorno Karabakh, a causa della configurazione del territorio che tende a farsi pianeggiante via via che ci si sposta verso est e verso sud abbandonando l'altopiano armeno, scorrono in direzione orientale e meridionale.
I principali terminano tutti nell'Araks a sud, nel Kura ad est o nei loro affluenti. La regione, montuosa, è ricchissima di corsi d'acqua ma in molti casi di lunghezza limitata o a carattere torrentizio.
I fiumi più importanti, in ripida discesa tra le montagne, hanno scavato con il tempo profonde gole o modellato pittoresche vallate.
Sostanzialmente possiamo distinguere quattro bacini idrici: il più importante di tutti è quello del Tartar che scorrendo a sud dei Monti Mrav raccoglie tutte le acque che scendono da queste verdi ed elevate montagne ricoperte di neve per molti mesi all'anno.
Un secondo bacino idrico è quello formato dai fiumi Karkar e Khachenaget che scorrono verso est attraversando il centro del paese (Askeran) raccogliendo le acque di molti torrenti di breve corso.
Un terzo bacino è quello del fiume Hakari che attraversa tutto il Kashatagh da nord verso sud e raccoglie affluenti che scendono dal plateau dell'Artsakh e (a sinistra) dalle montagne del distretto di Shushi e nel quale, prima dell'arrivo nell'Araks, confluisce l'armeno Vorotan.
Un quarto bacino idrico comprende corsi minori, per lo più a carattere torrentizio, che volgono verso sud-sud est confluendo nell'Araks ed interessano la regione di Hadrut.

## Corsi principali e loro affluenti[1]

### Verso est
- Tartar
  - Affluenti di sinistra
    - Karakhach
    - Tzar
    - Levonaget
    - Trghi
    - Yeghsharakyal

  - Affluenti di destra
    - Tutkhun
- Karkar
  - Affluenti di sinistra
    - Vararakh
    - Meghratap
    - Ptretsik
- Khachenaget
  - Affluenti di sinistra
    - Vankasar (canale di)

  - Affluenti di destra
    - Kolatak
- Araks

### Verso sud
- Vorotan
- Hakari
  - Affluenti di sinistra
    - Aghbraget
    - Vaghazno
    - Khachgetik
    - Pokr (Piccolo) Hakari

  - Affluenti di destra
    - Hroget
    - Hochants
    - Aghavno
- Ishkhanaget
  - Affluenti di destra
    - Tghkut
    - Tumi
    - Kirs

## Altri fiumi[2]
- Khonashen (Karabakh, canale superiore)
- Varanda (Araks)
- Amaras (Varanda)
- Tzav (Araks)
- Voghdji (Araks)
- Djirakh (Araks)
- Indja (Araks)